# 아냐 미타크
아냐 미타크(독일어: Anja Mittag, 1985년 5월 16일 ~ )는 독일의 여자 축구 선수로 포지션은 공격수이다. 현재 독일 여자 레기오날리가의 RB 라이프치히에서 활동하고 있다.

## 클럽 경력
아냐 미타크는 자신의 고향인 켐니츠를 연고로 하는 축구 클럽인 VfB 포르투나 켐니츠와 켐니츠 FC에서 선수 생활을 시작했으며 나중에 FC 에르츠게비르게 아우에로 활동 무대를 옮기게 된다. 2002년에 1. FFC 투르비네 포츠담에 입단하면서 프라우엔-분데스리가 무대에 데뷔했고 2003-04 시즌, 2005-06 시즌에서는 1. FFC 투르비네 포츠담의 프라우엔-분데스리가 우승, 여자 DFB-포칼 우승에 기여했다. 2004-05 시즌에서는 1. FFC 투르비네 포츠담의 여자 DFB-포칼 우승, UEFA 여자컵(현재의 UEFA 여자 챔피언스리그 우승)에 기여했다.
아냐 미타크는 2005-06 시즌이 끝난 이후에 스웨덴의 여자 축구 클럽인 QBIK 칼스타드로 이적했다. 2005 다말스벤스칸 시즌 후반부에서 QBIK 칼스타드의 잔류에 기여했고 시즌 종료 이후에 1. FFC 투르비네 포츠담으로 복귀했다. 2008-09 시즌부터 2010-11 시즌까지 1. FFC 투르비네 포츠담의 프라우엔-분데스리가 우승에 기여했고 2009-10 시즌에서는 1. FFC 투르비네 포츠담의 UEFA 여자 챔피언스리그 우승에 기여했다.
아냐 미타크는 2011년 12월에 스웨덴 다말스벤스칸 소속 여자 축구 클럽인 LdB FC 말뫼(현재의 FC 로셍오르드)와 2년 동안의 계약을 체결했다. 2013 시즌, 2014 시즌에서는 LdB FC 말뫼의 다말스벤스칸 우승에 기여했고 2012 시즌, 2015 시즌에서는 LdB FC 말뫼의 여자 스벤스카 수페르쿠펜 우승에 기여했다.
아냐 미타크는 2015년 여름에 프랑스 디비지옹 1 페미닌 소속 여자 축구 클럽인 파리 생제르맹으로 이적했다. 2016년 8월에는 독일 프라우엔-분데스리가 소속 여자 축구 클럽인 VfL 볼프스부르크와 2년 동안의 계약을 체결했지만 2017년 3월에 FC 로셍오르드로 복귀했다.
아냐 미타크는 현역 시절에 UEFA 여자 챔피언스리그에서 통산 51골을 기록하여 역대 개인 최다 득점 기록을 수립했다. 2019년 6월에는 독일 여자 레기오날리가 소속 여자 축구 클럽인 RB 라이프치히로 이적했다.

## 국가대표 경력
아냐 미타크는 스웨덴에서 개최된 2002년 UEFA U-19 여자 축구 선수권 대회에 참가하여 독일의 우승에 기여했다. 핀란드에서 개최된 2004년 UEFA U-19 여자 축구 선수권 대회에서는 독일의 준우승에 기여했으며 해당 대회에서 6골을 기록하여 골든 슈를 차지하는 영예를 안았다. 태국에서 개최된 2004년 FIFA U-19 세계 여자 축구 선수권 대회에서는 독일의 우승에 기여했고 해당 대회에서 6골을 기록하여 실버 슈를 차지하는 영예를 안았다.
아냐 미타크는 2004년 3월 31일에 열린 이탈리아와의 친선 경기에서 교체 출전하면서 독일 여자 축구 국가대표팀 선수로 데뷔했으며 2005년 3월 11일에 열린 노르웨이와의 알가르브컵 경기에서 자신의 국가대표팀 첫 골을 기록했다.
아냐 미타크는 잉글랜드에서 개최된 UEFA 여자 유로 2005에서 5경기에 출전하여 1골을 기록했으며 독일은 해당 대회에서 통산 6번째 UEFA 유럽 여자 축구 선수권 대회 우승을 차지했다. 중국에서 개최된 2007년 FIFA 여자 월드컵에서는 아르헨티나와의 조별 예선 경기에서 6분 동안 교체 출전하는 데에 그쳤는데 독일은 해당 대회에서 통산 2번째 FIFA 여자 월드컵 우승을 차지했다.
아냐 미타크는 2008년 베이징 하계 올림픽에서 4경기에 출전하여 조선민주주의인민공화국과의 조별 예선 경기에서 결승골을 기록했으며 독일의 올림픽 여자 축구 동메달에 기여했다. 핀란드에서 개최된 UEFA 여자 유로 2009에서는 2경기에 출전하여 1골을 기록했고 독일은 통산 7번째 UEFA 유럽 여자 축구 선수권 대회 우승을 차지했다. 스웨덴에서 개최된 UEFA 여자 유로 2013에서는 6경기에 모두 출전했으며 노르웨이와의 결승전에서 결승골을 기록하여 독일의 통산 8번째 UEFA 유럽 여자 축구 선수권 대회 우승에 기여했다.
아냐 미타크는 2013년 10월 26일에 열린 슬로베니아와의 2015년 FIFA 여자 월드컵 유럽 지역 예선 원정 경기에서 자신의 국가대표팀 첫 해트트릭을 기록하여 독일의 13-0 승리에 기여했다. 2013년 11월 23일에 열린 슬로바키아와의 원정 경기에서는 A매치 100경기 출전 기록을 수립했는데 독일은 해당 경기에서 6-0 승리를 기록했다.
아냐 미타크는 캐나다에서 개최된 2015년 FIFA 여자 월드컵에서 6경기에 출전했으며 코트디부아르와의 조별 예선 경기에서는 3골, 노르웨이와의 조별 예선 경기에서는 1골, 스웨덴과의 16강전 경기에서는 1골을 기록했다. 독일은 해당 대회에서 4위를 차지했고 아냐 미타크는 해당 대회의 브론즈 슈를 수상하는 영예를 안았다.
아냐 미타크는 2016년 리우데자네이루 하계 올림픽에서 6경기에 출전하여 독일의 올림픽 여자 축구 금메달에 기여했다. 2017년 3월 2일에 열린 미국과의 조별 예선 경기에서는 자신의 국가대표팀 150경기 출전 기록을 수립했고 3월 7일에 열린 잉글랜드와의 시빌리브스컵 경기에서는 자신의 50번째 국가대표팀 골을 기록하면서 독일의 1-0 승리에 기여했다.
아냐 미타크는 네덜란드에서 개최된 UEFA 여자 유로 2017에 참가했지만 독일은 덴마크와의 8강전 경기에서 1-2 패배를 기록하면서 탈락했다. 아냐 미타크는 2017년 8월 22일을 기해 국가대표팀에서 은퇴하게 된다.

## 수상

### 클럽
1. FFC 투르비네 포츠담
- 프라우엔-분데스리가 5회 우승 (2003-04, 2005-06, 2008-09, 2009-10, 2010-11)
- 여자 DFB-포칼 3회 우승 (2003-04, 2004-05, 2005-06)
- UEFA 여자 챔피언스리그 2회 우승 (2004-05, 2009-10)
- 여자 DFB-할렌포칼 5회 우승 (2004, 2005, 2008, 2009, 2010)

FC 로셍오르드
- 다말스벤스칸 2회 우승 (2013, 2014)
- 여자 스벤스카 수페르쿠펜 2회 우승 (2012, 2015)

### 국가대표
- 2002년 UEFA U-19 여자 축구 선수권 대회 우승
- 2004년 UEFA U-19 여자 축구 선수권 대회 준우승
- 2004년 FIFA U-19 세계 여자 축구 선수권 대회 우승
- UEFA 여자 유로 2005 우승
- 2006년 알가르브컵 우승
- 2007년 FIFA 여자 월드컵 우승
- 2008년 베이징 하계 올림픽 여자 축구 동메달
- UEFA 여자 유로 2009 우승
- 2012년 알가르브컵 우승
- UEFA 여자 유로 2013 우승
- 2014년 알가르브컵 우승
- 2016년 리우데자네이루 하계 올림픽 여자 축구 금메달

### 개인
- 다말스벤스칸 시즌 득점왕 3회 수상 (2012 시즌, 2014 시즌, 2018 시즌)
- 2004년 UEFA U-19 여자 축구 선수권 대회 골든 플레이어 수상
- 2004년 FIFA U-19 세계 여자 축구 선수권 대회 브론즈 볼 수상
- 2004년 FIFA U-19 세계 여자 축구 선수권 대회 실버 슈 수상
- 2005년 프리츠 발터 메달 여자 부문 금메달 수상
- 2007년 질베르네스 로르베르블라트 수상
- 2012년 스웨덴 올해의 여자 축구 선수 선정
- 2014년 스웨덴 올해의 여자 축구 선수 선정
- 2015년 FIFA 여자 월드컵 브론즈 슈 수상
- 2015년 FIFA 여자 월드컵 올스타 팀 선정
- 2015년 FIFA 여자 월드컵 드림 팀 선정
- 2016년 질베르네스 로르베르블라트 수상